# 英德角蟾
英德角蟾（学名：Boulenophrys yingdeensis），一种于中华人民共和国广东省英德市石门台自然保护区发现的两栖动物，隶属于角蟾科布角蟾属。其种加词“yingdeensis”意为“英德的”。

## 形态特征
英德角蟾体型小，雄蟾体长33.2～35.3毫米，雌蟾体长36.3～45.8毫米。身体背面皮肤光滑，遍布痣粒。体背颜色变异大，呈橄榄色至深棕色，眼间具有一个镶浅色边的三角形深棕色斑，背中部具镶浅色边的“Y”状或“X”状深棕色斑；四肢背部具深棕色横斑；喉、胸及前腹部为浅棕色至深褐色，具不规则的深色斑纹，喉中部有一深色纵向条纹；后腹中央为白色，有灰色斑，两侧具黑色大斑块；四肢腹面褐色，具白色和黑色点斑或云斑。

## 保护
本种于2023年被收录入《有重要生态、科学、社会价值的陆生野生动物名录》。